# Ельшанка (железнодорожная станция)
Ельша́нка — железнодорожная станция Волгоградского региона Приволжской железной дороги, расположенная в 6,7 км от станции Волгоград-I. Находится в Советском районе города Волгограда.

## История
Первоначальный проект строительства Тихорецкой ветви Владикавказской железной дороги предусматривал расположить головную станцию за пределами города Царицына в Нижней Ельшанке. Однако такое развитие событий не устраивало Царицынскую городскую думу. Узнав о намерениях строителей, 30 ноября 1894 года она постановила ходатайствовать перед правительством об обустройстве конечной станции в черте города. Саратовский губернатор поддержал это ходатайство.
Строительные работы на линии железной дороги велись быстро. Уже 15 декабря 1896 года на участке Великокняжеская — Ельшанка пошли рабочие поезда, с 15 октября 1897 года здесь открылось регулярное сообщение. Участок Ельшанка — Царицын был пущен 2 декабря 1897 года, а после постройки виадука через Царицу 1 июля 1899 года вся линия общей протяженностью 502 версты была официально признана построенной.
После строительства железной дороги станция Ельшанка стала важным центром перегрузки леса. В непосредственной близости от неё на берегу Волги находился большой лесопильный завод Петра Максимова.

### Вокзал
Одноэтажное кирпичное здание построено в начале XX века (по некоторым данным в 1911 году). Внутри вокзала находятся зал ожидания с кассой и служебные помещения. Здание вокзала, как и служебные постройки, жилые дома при станции, составляют охраняемый государством объект культурного наследия народов России регионального значения.